# Chaco aoni
Espèce
Chaco aoni est une espèce d'araignées mygalomorphes de la famille des Pycnothelidae.

## Distribution
Cette espèce est endémique de la province de Santa Cruz en Argentine,. Elle se rencontre dans le département de Corpen Aike près du río Santa Cruz.

## Description
Le mâle holotype mesure 6,03 mm et la femelle paratype 8,21 mm.

## Systématique et taxinomie
Cette espèce a été décrite par Allegue, Pompozzi et Ferretti en 2024.

## Publication originale
- Allegue, Pompozzi & Ferretti, 2024 : « Description of a new species of Chaco Tullgren, 1905 (Araneae: Mygalomorphae: Pycnothelidae) from Argentina and the southernmost record of the genus. » Revue Suisse de Zoologie, vol. 131, no 2, p. 305-317.